# 高尚忠
高尚忠（1547年—？），字藎卿，河南開封府祥符縣人，民籍，明朝政治人物。

## 生平
隆慶元年（1567年）丁卯科河南鄉試第五名。萬曆五年（1577年）登丁丑科進士。改翰林院庶吉士。七年九月授刑科給事中，九年五月升户科右，巡视光禄寺，十年二月升陕西右參議，萬曆十二年（1584年）三月擢山東按察司濟寧副使。十五年六月升江西右參政，十九年八月升本省按察使。

## 家族
曾祖高宣；祖父高明禮；父高濂。母賈氏。永感下。弟尚德、尚志。